# Micheil Gorelisjvili
Micheil Gorelisjvili (georgiska: მიხეილ გორელიშვილი, Micheil Gorelisjvili; ryska: Михеил Мерабиевич Горелишвили, Micheil Merabijevitj Gorelisjvili), född 29 maj 1993 i Telavi, är en georgisk-rysk fotbollsspelare som senast spelade för Umaghlesi Liga-klubben FC Tskhinvali.
Gorelisjvili kom till Dila Gori i juli 2012 och har sedan dess tagit en plats i klubbens startelva. Han har även spelat för Rysslands U19-landslag i fotboll.